# HBV Diamant
Der HBV Diamant ist ein Segelflugzeug. Es wurde von Hütter/Bircher/Voonveld entworfen, der Arbeitstitel des Prokjekts Hü-Bi-Vo wurde aus verkaufstechnischen Gründen auf HBV verkürzt. Der Erstflug fand am 5. September 1964 statt. Die Konstruktion wurde optimiert auf den geringstmöglichen Rumpfquerschnitt, weswegen der Pilot extrem flach im Flugzeug liegt und zusätzlich der Steuerknüppel als Sidestick ausgeführt wurde.

## Entwicklungsgeschichte
Im Jahr 1946 begann das Basler Unternehmen Ciba AG die industrielle Produktion des Epoxidharzes Araldit. Was als Klebstoff gedacht war, eröffnete in Kombination mit Glasfasern neue Möglichkeiten im Segelflugzeugbau. Unter Professor Manfred Rauscher wurden am Institut für Flugzeugstatik der ETH Zürich erste Erfahrungen gesammelt, welche von 1954 bis 1958 im Bau eines Höhenruders mündeten. Das erste komplette Flugzeug nannte sich aufgrund der Beteiligten Ka-Bi-Vo (Kaiser, Bircher, Voonveld), wobei sich das Kaiser auf die verwendeten Holzflügel des Seglers Ka-6 der Akademischen Fluggruppe Zürich (AFG) bezog. Am 21. September 1962 hob dieses Flugzeug auf dem Flugplatz Birrfeld erstmals ab und gelangte später etwas umgebaut als Posnansky/Fronius PF-1 White Knight nach Kalifornien, wo es mindestens bis 2011 noch flog und mit einer Gültigkeit bis 2024 im Luftfahrzeugregister eingetragen ist.
Im nächsten Schritt wurde der Rumpf kombiniert mit einem Flügel, der von Wolfgang Hütter entworfen worden war. Damit entstand das erste in der Schweiz gebaute Segelflugzeug ganz aus Kunststoff. Die Testflüge fanden in Altenrhein statt. Der offenbar vorgängig kontaktierte Eigentümer der dortigen Flugzeugwerke, Claudio Caroni, schien rein von der Beschreibung her nicht an einer Zusammenarbeit interessiert gewesen zu sein, war jedoch beim Anblick des Flugzeuges begeistert.
Das Flugzeug erreicht eine Gleitzahl von 39 und ist auch tauglich für Segelkunstflug.
Das Flugzeugwerk Altenrhein entwickelte zudem eigene Flügel mit Spannweiten von 16,5 Metern oder 18 Metern.

## Technische Daten
| Kenngröße                 | Daten                                            |
| ------------------------- | ------------------------------------------------ |
| Länge                     | 7,56 m bei Diamant 15, 7,72 m bei Diamant 18     |
| Spannweite                | 15 m (18 m; 16,5 m)                              |
| Flügelfläche              | 9,72 m² (bei 15 m), 14,28 m² (bei 18 m)          |
| Flügelstreckung           | 23,15 (bei 15 m) 22,70 (bei 18 m)                |
| Profil                    | Hütter                                           |
| max. Startmasse           | 300 kg                                           |
| Gleitzahl                 | 39 bei 100 km/h                                  |
| Höchstgeschwindigkeit vNE | 270 km/h für Diamant 15, 240 km/h für Diamant 18 |